# Wahlkreis Görlitz
Der Wahlkreis Görlitz war ein Landtagswahlkreis zu den sächsischen Landtagswahlen 1990 bis 2009. Er hatte 1990 die Wahlkreisnummer 29, bei allen anderen Wahlen die Wahlkreisnummer 58. Während seines Bestehens konnte der CDU-Politiker Volker Bandmann den Wahlkreis bei allen fünf Landtagswahlen gewinnen.

## Wahlkreisgebiet
Der Wahlkreis Görlitz war der einzige Landtagswahlkreis in Sachsen, der von 1990 bis 2009 sein Gebiet behielt. Lediglich durch Eingemeindungen umliegender Ortsteile vergrößerte sich das Wahlkreisgebiet, so wie auch die Ausdehnung der Stadt Görlitz wuchs. Im Gegenzug nahm aber die Bevölkerung der Stadt Görlitz stetig ab, von knapp 75.000 Ende 1989 auf ca. 56.000 Einwohner im Jahr 2009. Parallel dazu sank dementsprechend die Zahl der Wahlberechtigten von reichlich 55.000 bei der ersten Landtagswahl 1990 auf ca. 46.500 im Jahr 2009. Somit verlor die Stadt Görlitz bei der Neustrukturierung der Wahlkreise zur Landtagswahl 2014 ihren eigenen Wahlkreis und wurde im neugebildeten Wahlkreis Görlitz 2 eingeordnet, zu dem zusätzlich noch weitere Städte und Gemeinden des Landkreises Görlitz gehören.

## Wahl 2009
| Amtliches Endergebnis der Landtagswahl am 30. August 2009 in Sachsen im Wahlkreis 058 Görlitz (Ergebnisse in Prozent) |

| Direktkandidat    | Partei          | Erststimmen in % | Zweitstimmen in % |
| ----------------- | --------------- | ---------------- | ----------------- |
| Volker Bandmann   | CDU             | 38,4             | 38,9              |
| Mirko Schultze    | Die Linke       | 20,9             | 19,3              |
| Stefan Holthaus   | SPD             | 11,0             | 10,6              |
| Andreas Storr     | NPD             | 07,5             | 07,3              |
| Kristin Schütz    | FDP             | 14,0             | 10,3              |
| Frank von Woedtke | GRÜNE           | 08,1             | 06,0              |
| –                 | Tierschutz      | –                | 02,8              |
| –                 | PBC             | –                | 00,3              |
| –                 | BüSo            | –                | 00,5              |
| –                 | DSU             | –                | 00,2              |
| –                 | REP             | –                | 00,1              |
| –                 | Freie Sachsen   | –                | 01,1              |
| –                 | FP Deutschlands | –                | 00,1              |
| –                 | Humanwirtschaft | –                | 00,1              |
| –                 | Piraten         | –                | 02,0              |
| –                 | SVP             | –                | 00,3              |

## Wahl 2004
Die Landtagswahl 2004 hatte folgendes Ergebnis:
| Direktkandidat     | Partei      | Erststimmen in % | Zweitstimmen in % |
| ------------------ | ----------- | ---------------- | ----------------- |
| Volker Bandmann    | CDU         | 33,0             | 36,5              |
| Mirko Schultze     | PDS         | 25,8             | 25,4              |
| Reinhold Wilczek   | SPD         | 10,0             | 09,0              |
| Gottfried Semmling | GRÜNE       | 06,5             | 05,2              |
| Jürgen Krumpholz   | NPD         | 09,7             | 09,9              |
| Kristin Schütz     | FDP         | 10,5             | 06,4              |
| –                  | DSU         | –                | 00,4              |
| –                  | PBC         | –                | 00,4              |
| –                  | GRAUE       | –                | 01,3              |
| Franz John         | BüSo        | 02,7             | 01,9              |
| –                  | AUFBRUCH    | –                | 01,1              |
| –                  | DGG         | –                | 00,6              |
| –                  | Tierschutz  | –                | 01,9              |
| Detlef Renner      | Unabhängige | 01,8             | –                 |

## Wahl 1999
Die Landtagswahl 1999 fand am 19. September 1999 statt und hatte für den Wahlkreis Görlitz folgendes Ergebnis.
| Direktkandidat      | Partei          | Erststimmen in % | Zweitstimmen in % |
| ------------------- | --------------- | ---------------- | ----------------- |
| Volker Bandmann     | CDU             | 57,8             | 55,8              |
| Georg Voget-Kästner | SPD             | 13,5             | 09,9              |
| Hartmut Lisei       | PDS             | 25,0             | 22,6              |
|                     | GRÜNE           |                  | 02,4              |
| Wolfgang Trodler    | F.D.P.          | 03,6             | 01,0              |
|                     | BüSo            |                  | 00,2              |
|                     | DSU             |                  | 00,3              |
|                     | GRAUE           |                  | 00,4              |
|                     | REP             |                  | 01,1              |
| –                   | FP Deutschlands | –                | 00,0              |
| –                   | pro DM          | –                | 03,6              |
| –                   | KPD             | –                | 00,1              |
|                     | NPD             |                  | 02,1              |
| –                   | Forum           | –                | 00,3              |
| –                   | PBC             | –                | 00,2              |

Es waren 49.150 Personen wahlberechtigt. Die Wahlbeteiligung lag bei 55,1 %. Von den abgegebenen Stimmen waren 1,5 % ungültig. Als Direktkandidat wurde Volker Bandmann (CDU) gewählt. Er erreichte 57,8 % aller gültigen Stimmen.

## Wahl 1994
Die Landtagswahl 1994 fand am 11. September 1994 statt und hatte folgendes Ergebnis für den Wahlkreis Görlitz:
| Direktkandidat  | Partei | Erststimmen in % | Zweitstimmen in % |
| --------------- | ------ | ---------------- | ----------------- |
| Volker Bandmann | CDU    | 55,2             | 55,5              |
|                 | SPD    | 25,6             | 18,2              |
|                 | F.D.P. |                  | 01,3              |
|                 | GRÜNE  |                  | 03,8              |
|                 | DSU    |                  | 00,7              |
|                 | REP    |                  | 01,8              |
|                 | Forum  | –                | 00,8              |
|                 | PDS    | 19,2             | 17,6              |
|                 | SPS    | –                | 00,4              |

Es waren 53.629 Personen wahlberechtigt. Die Wahlbeteiligung lag bei 53,2 %. Von den abgegebenen Stimmen waren 1,3 % ungültig. Als Direktkandidat wurde Volker Bandmann (CDU) gewählt. Er erreichte 55,2 % aller gültigen Stimmen.

## Wahl 1990
Die Landtagswahl 1990 fand am 14. Oktober 1990 statt und hatte folgendes Ergebnis für den Wahlkreis Görlitz:
| Direktkandidat  | Partei (Kürzel) | Erststimmen (%) | Zweitstimmen (%) |
| --------------- | --------------- | --------------- | ---------------- |
|                 | DA              | –               | 00,5             |
| Volker Bandmann | CDU             | 48,5            | 55,1             |
|                 | Chr. L          | –               | 00,4             |
|                 | DBU             | –               | 00,5             |
|                 | DSU             | 10,7            | 04,3             |
|                 | F.D.P.          | 03,9            | 03,3             |
|                 | LL-PDS          | 12,1            | 10,8             |
|                 | NPD             | –               | 00,8             |
|                 | FORUM           | 09,4            | 06,2             |
|                 | RAP             | –               | 00,1             |
|                 | SHB             | –               | 00,1             |
|                 | SPD             | 15,5            | 17,8             |

Es waren 55.718 Personen wahlberechtigt. Die Wahlbeteiligung lag bei 67,1 %. Von den abgegebenen Stimmen waren 2,9 % ungültig. Als Direktkandidat wurde Volker Bandmann (CDU) gewählt. Er erreichte 48,5 % aller gültigen Stimmen.